# Xã Morton, Quận Day, Nam Dakota
Xã Morton (tiếng Anh: Morton Township) là một xã thuộc quận Day, tiểu bang Nam Dakota, Hoa Kỳ. Năm 2010, dân số của xã này là 70 người.